# 1864年婚姻訴訟法令
《1864年婚姻訴訟法令》（英語：Matrimonial Causes Act 1864）是英國國會的一項法令，減少了被丈夫遺棄的女性保護其財產及收入免受丈夫或其丈夫的任何債權人侵害的權力。該法令於1864年7月14日獲御准。

## 廢除
整部法令由《1965年司法行政法令》廢除。